# Laprugne
Laprugne é uma comuna francesa na região administrativa de Auvérnia-Ródano-Alpes, no departamento Allier. Estende-se por uma área de 33,93 km². Em 2010 a comuna tinha 326 habitantes (densidade: 9,6 hab./km²).